# لیزا ساری
لیزا ساری (انگلیسی: Lisa Sari؛ زادهٔ ۱۸ اکتبر ۱۹۸۴) بازیکن فوتبال اهل ایالات متحده آمریکا است.
از باشگاه‌هایی که در آن بازی کرده‌است می‌توان به لس آنجلس سل و باشگاه فوتبال زنان سیاتل ساندرز اشاره کرد.